# Mount Geier
Mount Geier ist ein markanter, größtenteils verschneiter und 1675 m hoher Berg nahe der Black-Küste im Palmerland auf der Antarktischen Halbinsel. Er ragt im nördlichen Teil des Schirmacher-Massivs auf.
Der United States Geological Survey (USGS) kartierte ihn 1974. Das Advisory Committee on Antarctic Names benannte ihn 1976 nach dem Topographieingenieur Frederick Joseph Geier (* 1939), der zwischen 1969 und 1970 beim USGS an der Kartierung der Lassiter-Küste beteiligt war.